# Digonogastra ventralis
Digonogastra ventralis är en stekelart som först beskrevs av Cresson 1865.  Digonogastra ventralis ingår i släktet Digonogastra och familjen bracksteklar. Inga underarter finns listade i Catalogue of Life.